# Liste der Biografien/Heri
Liste der Biografien |
Portal Biografien |
Personensuche
# |
A |
B |
C |
D |
E |
F |
G |
H |
I |
J |
K |
L |
M |
N |
O |
P |
Q |
R |
S |
T |
U |
V |
W |
X |
Y |
Z |
?
 
Ha |
Hd |
He |
Hi |
Hj |
Hk |
Hl |
Hm |
Hn |
Ho |
Hr |
Hs |
Ht |
Hu |
Hv |
Hw |
Hy
 
Hea |
Heb |
Hec |
Hed |
Hee |
Hef |
Heg |
Heh |
Hei |
Hej |
Hek |
Hel |
Hem |
Hen |
Heo |
Hep |
Heq |
Her |
Hes |
Het |
Heu |
Hev |
Hew |
Hex |
Hey |
Hez
 
Hera |
Herb |
Herc |
Herd |
Here |
Herf |
Herg |
Herh |
Heri |
Herj |
Herk |
Herl |
Herm |
Hern |
Hero |
Herp |
Herq |
Herr |
Hers |
Hert |
Heru |
Herv |
Herw |
Herx |
Hery |
Herz
Die Liste der Biografien führt alle Personen auf, die in der deutschsprachigen Wikipedia einen Artikel haben. Dieses ist eine Teilliste mit 162 Einträgen von Personen, deren Namen mit den Buchstaben „Heri“ beginnt.

## Heri
- Heri, Adolf (1882–1951), Schweizer Gewerkschafter und Politiker (SP)
- Heri, Erwin (* 1954), Schweizer Tischtennisspieler
- Heri, Lotte, österreichische Badmintonspielerin

### Heria
- Hériat, Philippe (1898–1971), französischer Schriftsteller
- Hériau, François (* 1983), französischer Autorennfahrer

### Herib
- Heriban, Jozef (* 1953), slowakischer Politiker, Mitglied des Nationalrats und Drehbuchautor
- Heribanová, Tamara (* 1985), slowakische Schriftstellerin und Journalistin
- Héribel, Renée (1903–1952), französische Filmschauspielerin
- Heribert († 1015), Benediktinerabt
- Heribert († 1042), Fürstbischof von Eichstätt
- Heribert der Alte, Graf von Omois, Reims, Meaux und Troyes
- Heribert der Jüngere († 995), Graf von Meaux und Graf von Troyes
- Heribert I. († 907), westfränkischer Adliger
- Heribert II. († 943), Graf von Vermandois, Meaux und Soissons
- Heribert II., Abt von Werden und Helmstedt
- Heribert III., westfränkischer Adliger
- Heribert IV., Graf von Vermandois und Valois
- Heribert von der Wetterau (925–992), Pfalzgraf, Graf im Kinziggau, Graf von Gleiberg und der Wetterau
- Heribert von Köln († 1021), Erzbischof von Köln (999–1021)
- Heribert von Laon, Graf von Laon
- Heriberto, Acosta (* 1974), bolivianischer Radsportler
- Heribrand III. von Hierges († 1114), Kastellan von Bouillon
- Heribrecht († 926), Abt des Klosters Reichenau (916–926)
- Heriburg von Nottuln († 839), fromme Frau des Frühmittelalters

### Heric
- Herić, Elvedin (* 1997), bosnischer Fußballspieler
- Hericks, Uwe (* 1961), deutscher Pädagoge, Privatdozent, Hochschullehrer, Gesamtschullehrer

### Herid
- Héridier, Marc (1840–1919), Schweizer Jurist und Politiker

### Herig
- Heriger († 927), Erzbischof von Mainz
- Heriger von Lobbes († 1007), Geistlicher und Komponist
- Hérigone, Pierre (1580–1643), französischer Mathematiker
- Herigoyen, Emanuel (1746–1817), portugiesischer Baumeister

### Herih
- Herihor, Pharao

### Herii
- Heriiemhetep, Bildhauer im alten Ägypten

### Herij
- Herijgers, August (* 1950), belgischer Radrennfahrer
- Herijgers, Paul (* 1962), belgischer Cyclocrossfahrer

### Herin
- Herin, Antonio (1896–1990), italienischer Skilangläufer
- Herin, Corrado (1966–2019), italienischer Naturbahnrodler und Mountainbikefahrer
- Hering, Adolf (1863–1932), deutscher Maler und Illustrator
- Hering, Anton († 1610), deutscher Jurist und oldenburgischer Beamter
- Hering, Artur (* 1955), deutscher Fußballspieler
- Hering, August Gottlieb Ludwig (1736–1770), deutscher Jurist, Dichter evangelischer geistlicher Lieder
- Hering, Bernd (1924–2013), deutscher Maler, Grafiker, Bildhauer und Kunsterzieher
- Hering, Bernd (1946–2015), deutscher Politiker (SPD), MdL
- Hering, Bertolt (* 1961), deutscher Filmemacher, Maler und Farbenforscher
- Hering, Bettina (* 1960), Schweizer Dramaturgin, Regisseurin und Theaterleiterin
- Hering, Björn (* 1978), Schweizer Fernsehmoderator und Unternehmer
- Hering, Bruno (1892–1974), deutscher Arzt und Standesfunktionär
- Hering, Carl (1860–1926), US-amerikanischer Ingenieur
- Hering, Carl Eduard (1807–1879), deutscher Lehrer, Organist und Komponist
- Hering, Carl Gottlieb (1766–1853), deutscher Lehrer, Musiker und Komponist, schrieb Kinderlieder
- Hering, Carl Hinrich, deutscher Strohintarsiator
- Hering, Carl Wilhelm (1790–1871), deutscher Pfarrer und Chronist
- Hering, Christina (* 1994), deutsche MittelstreckenläuferinChristina Hering (* 1994)

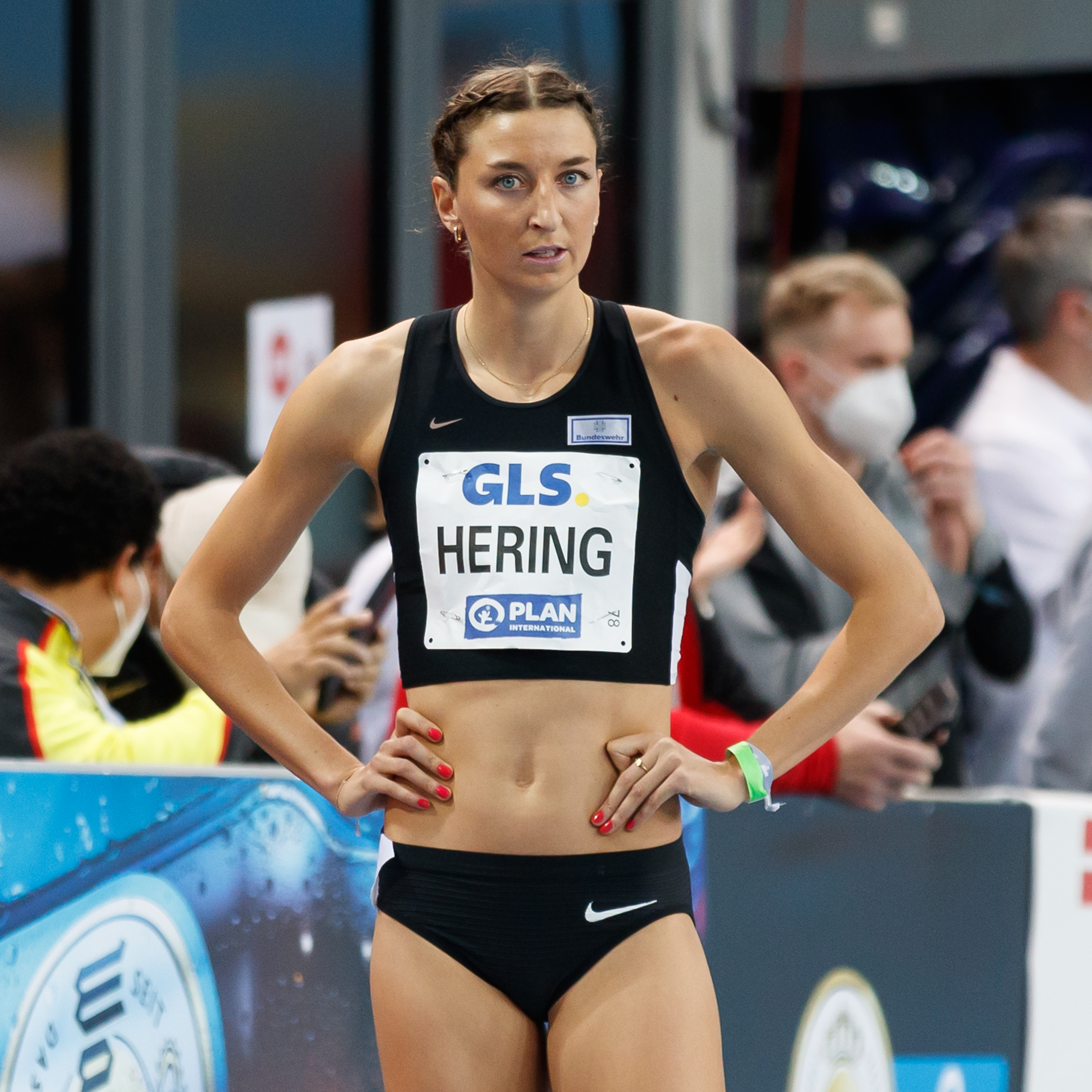
Christina Hering (* 1994)

- Hering, Christoph (* 1939), deutscher Mathematiker
- Hering, Constantin (1800–1880), gilt als Begründer der Homöopathie in Amerika
- Hering, Daniel Heinrich (1722–1807), reformierter Theologe und Verfasser zahlreicher kirchenhistorischer und theologischer Schriften
- Hering, Eduard von (1799–1881), deutscher Mediziner
- Hering, Ekbert (* 1943), deutscher Physiker und Wirtschaftswissenschaftler
- Hering, Elisabeth (1909–1999), deutsche Schriftstellerin
- Hering, Erich (1923–1978), deutscher Maler und Grafiker
- Hering, Erich Martin (1893–1967), deutscher Entomologe
- Hering, Ernstgeorg (* 1942), deutscher Theaterregisseur und Dramaturg
- Hering, Eugen (1906–1997), deutscher Jurist und NS-Funktionär
- Hering, Ewald (1834–1918), deutscher Physiologe und Hirnforscher
- Hering, Franz (1902–1990), deutscher Widerstandskämpfer gegen den Nationalsozialismus
- Hering, Friedrich (1889–1972), deutscher Rauchwarengroßhändler
- Hering, Friedrich von (1794–1871), preußischer Generalleutnant und Direktor des Militär-Ökonomie-Departement im Kriegsministerium
- Hering, Geo (1903–1970), deutscher Journalist und Schriftsteller
- Hering, Gerhard F. (1908–1996), deutscher Schriftsteller, Redakteur, Regisseur und Theaterintendant
- Hering, Gottlieb (1887–1945), deutscher Polizeibeamter und Lagerkommandant des Vernichtungslagers Belzec
- Hering, Gunnar (1934–1994), deutscher und österreichischer Historiker und Neogräzist
- Hering, Heinrich Ewald (1866–1948), Physiologe
- Hering, Heinzchristian (1905–1941), deutscher Forstwissenschaftler
- Hering, Hendrik (* 1964), deutscher Politiker (SPD), MdL, Wirtschaftsminister von Rheinland-PfalzHendrik Hering (* 1964)

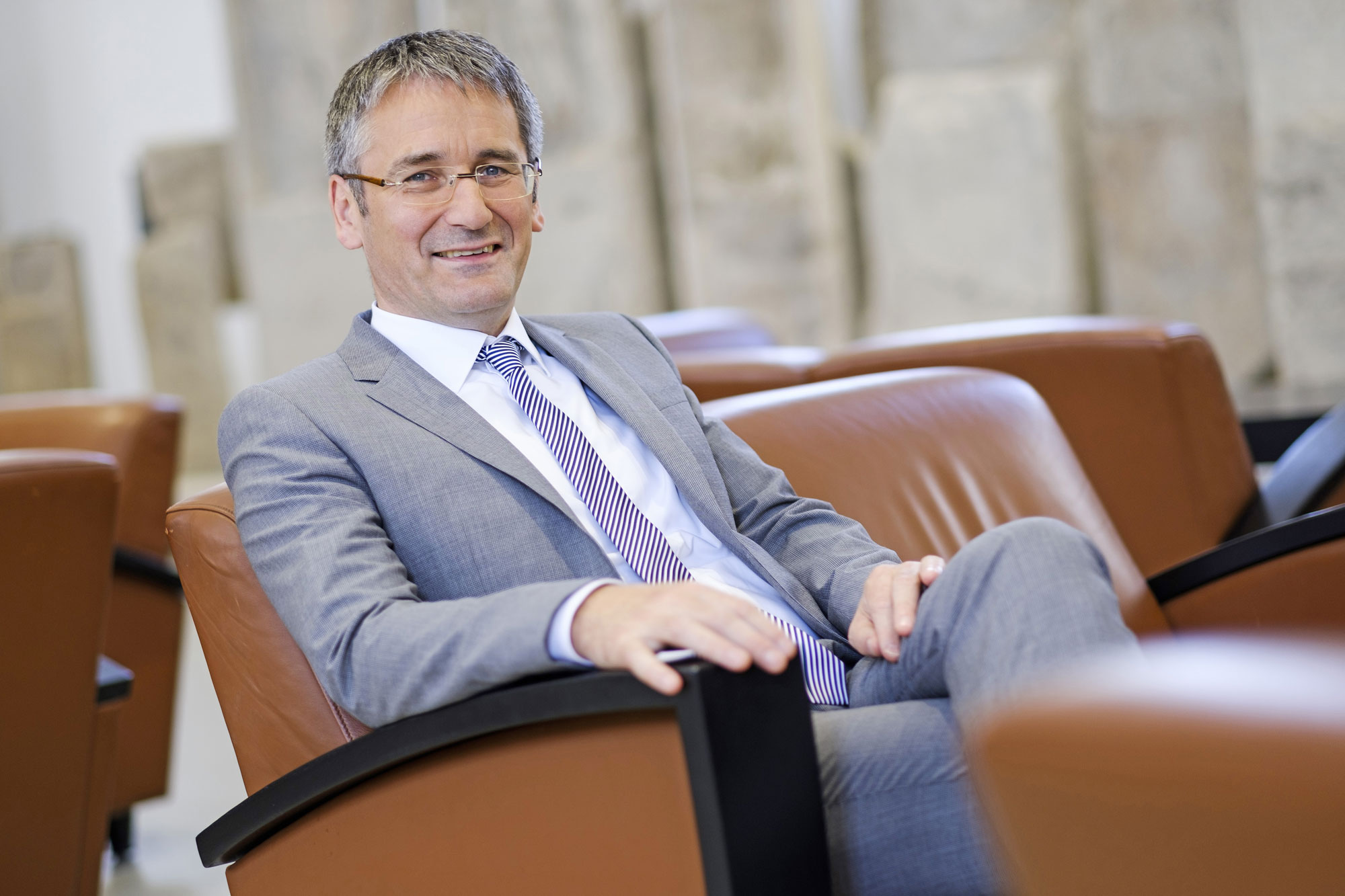
Hendrik Hering (* 1964)

- Hering, Hermann (1821–1887), Jurist, Reichstagsabgeordneter
- Hering, Hermann (1858–1926), deutscher Weber und Politiker (NLP), MdL
- Hering, Hermann Ferdinand Julius (1838–1920), deutscher evangelischer Theologe
- Hering, Herrmann (1800–1886), deutscher Gymnasiallehrer, Historiker und Insektenkundler
- Hering, Jackie (* 1985), US-amerikanische Triathletin
- Hering, Jacob († 1774), Nürnberger Kupferstecher und Hofkupferstecher in Hannover
- Hering, Jakob (1894–1986), deutscher Lederarbeiter und Politiker (SPD)
- Hering, Janet (* 1958), amerikanische Umweltwissenschaftlerin
- Hering, Jette (* 1993), deutsche Schauspielerin
- Hering, Joachim (* 1931), deutscher Maler, Grafiker und Bildhauer
- Hering, Johann (1599–1658), deutscher Jurist und Staatsmann
- Hering, Johann Samuel (1683–1752), deutscher Jurist, Historiker und Gymnasialprofessor
- Hering, Johanna (1821–1884), deutsche Jugendschriftstellerin
- Hering, Jürgen (* 1937), deutscher Bibliothekar
- Hering, Jutta (1924–2012), deutsche Filmeditorin
- Hering, Karl Friedrich (1818–1896), Konsistorialpräsident der Evangelischen Kirche Preußens
- Hering, Karl-Heinz (1928–2015), deutscher Kunsthistoriker, Ausstellungsmacher und Verfasser von Schriften zur Gegenwartskunst
- Hering, Karl-Josef (1929–1998), deutscher Opernsänger (Tenor)
- Hering, Katharina (* 1995), deutsche Tennisspielerin
- Hering, Katrin (* 1967), deutsche Basketballspielerin
- Hering, Kurt (1880–1969), deutscher Maschinen- und Apparatefabrikant
- Hering, Lili, deutsche Journalistin und ehemalige Kinderdarstellerin
- Hering, Loy, Eichstätter Bildhauer der Renaissance
- Hering, Ludwig (1589–1628), württembergischer Maler
- Hering, Mandy (* 1984), deutsche Handballspielerin
- Hering, Manfred (* 1939), deutscher Jazzsaxophonist
- Hering, Maria (* 1987), deutsche Sängerin, Schauspielerin und Fitness-Bloggerin
- Hering, Markus (* 1960), deutscher Schauspieler, Burgtheater-MitgliedMarkus Hering (* 1960)

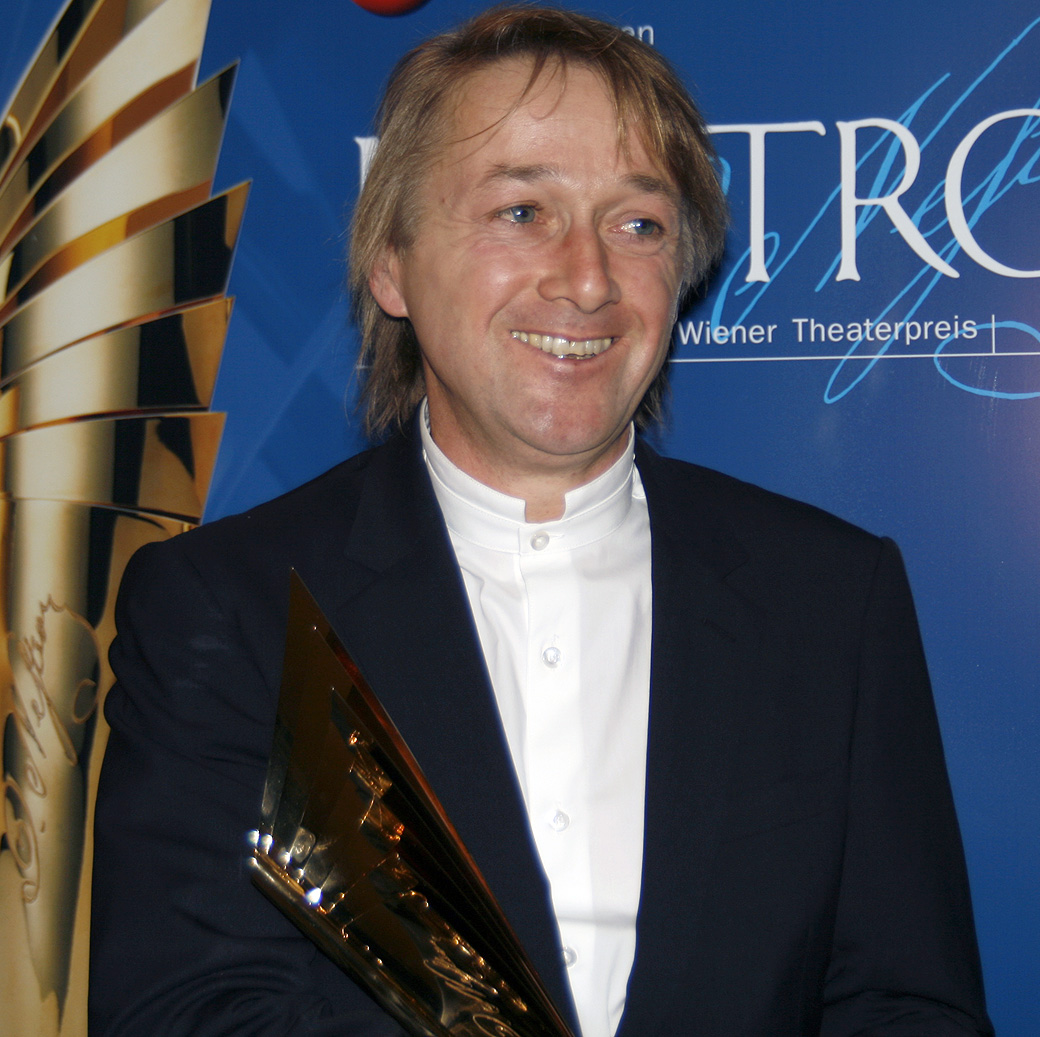
Markus Hering (* 1960)

- Hering, Matthias Benoni (1693–1750), deutscher Hochschullehrer, Professor der Rechte
- Hering, Maximilian (* 1994), deutscher Jazzmusiker (Schlagzeug, Komposition)
- Hering, Michael (* 1964), deutscher Kunsthistoriker
- Hering, Norbert (1907–1991), deutscher Politiker und Verwaltungsbeamter, preußischer Landrat
- Hering, Oscar (1814–1884), deutscher Landschafts- und Gartenarchitekt, Hofgärtner auf Schloss Pawlowsk und Schloss Benrath sowie Gartendirektor der Stadt Düsseldorf
- Hering, Peter (* 1959), deutscher Basketballspieler
- Héring, Pierre (1874–1963), französischer Offizier, General, Militärgouverneur von Paris
- Hering, Rainer (* 1961), deutscher Archivar und Historiker
- Hering, Richard (1856–1943), deutscher Musikkritiker, Komponist, Jurist und Redakteur
- Hering, Richard (1873–1936), österreichischer Koch
- Hering, Robert (* 1990), deutscher Leichtathlet
- Hering, Rudolph (1803–1888), deutscher Bergbeamter
- Hering, Rudolph (1847–1923), US-amerikanischer Ingenieur, Begründer der modernen Umwelttechnik
- Hering, Sabine (* 1947), deutsche Soziologin
- Hering, Sebastian (1910–1978), deutscher Ringer
- Hering, Stefan (* 1972), deutscher Filmregisseur, Filmproduzent und Drehbuchautor
- Hering, Stefanie (* 1967), deutsche Gestalterin und Keramikmeisterin
- Hering, Thomas (* 1966), deutscher Basketballspieler
- Hering, Thomas (* 1967), deutscher Wirtschaftswissenschaftler
- Hering, Thomas (* 1971), deutscher Polizist und Politiker (CDU)
- Hering, Walter (1910–1937), deutscher Kommunist und Widerstandskämpfer gegen das NS-Regime
- Hering, Werner (1930–2012), deutscher Politiker (SED)
- Hering, Wilhelm (1843–1912), deutscher Unternehmer und Mitglied der sächsischen Landtages
- Hering, Wilhelm T. (1928–2021), deutscher Physiker
- Hering, William (1812–1897), deutscher evangelischer Pfarrer und Politiker
- Hering, Wolfgang (1928–1986), deutscher Altphilologe
- Hering, Wolfgang (* 1954), deutscher Musiker, Komponist, Produzent und Autor von Kinderliedern
- Hering-Hagenbeck, Stephan (* 1967), deutscher ZoologeStephan Hering-Hagenbeck (* 1967)

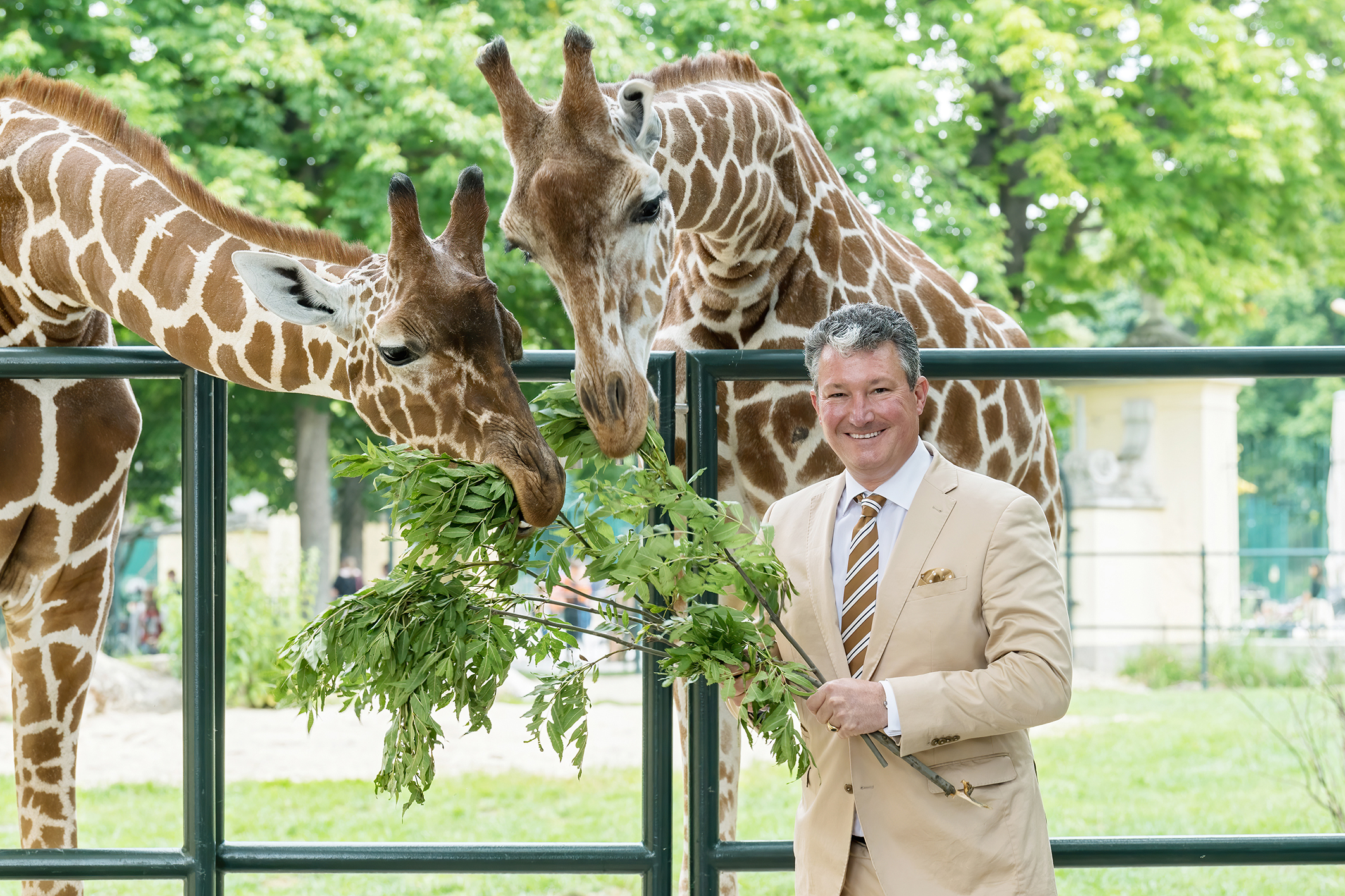
Stephan Hering-Hagenbeck (* 1967)

- Hering-Pradler, Sabrina (* 1992), deutsche Kanutin
- Hering-Winckler, Jutta (* 1948), deutsche Juristin und Opernproduzentin
- Heringa Eliza’s zoon, Jodocus (1765–1840), niederländischer reformierter Theologe
- Heringen, Hans Heinrich von (1697–1773), deutscher Jurist und kursächsischer Generalakzisedirektor
- Heringer, Anna (* 1977), deutsche Architektin
- Heringer, Clemens (* 1982), deutscher Eishockeyspieler
- Heringer, Dominik (* 1979), deutscher katholischer Priester, Theologe, Professor für Kirchengeschichte an der KHKT sowie Geschäftsführer der KHKT
- Heringer, Hans Jürgen (* 1939), deutscher Linguist
- Heringer, Victor (1988–2018), brasilianischer Schriftsteller
- Heringhaus, Fritz (1905–1959), deutscher Politiker (SPD), MdL
- Heringlake, Walter (1901–1969), deutscher Politiker (NSDAP), MdR
- Herings, Rolf (1940–2017), deutscher Leichtathlet und Fußballtrainer
- Heringsdorf, Johannes (1606–1665), deutscher Jesuit und Kirchenlieddichter
- Herington, C. John (1924–1997), US-amerikanischer Klassischer Philologe

### Herio
- Herion, Horst (1941–2008), deutscher katholischer Religionspädagoge
- Hérion, Louis (1858–1934), Schweizer Glasmaler
- Herion, Ursula (1938–1970), deutsche SchauspielerinUrsula Herion (1938–1970)

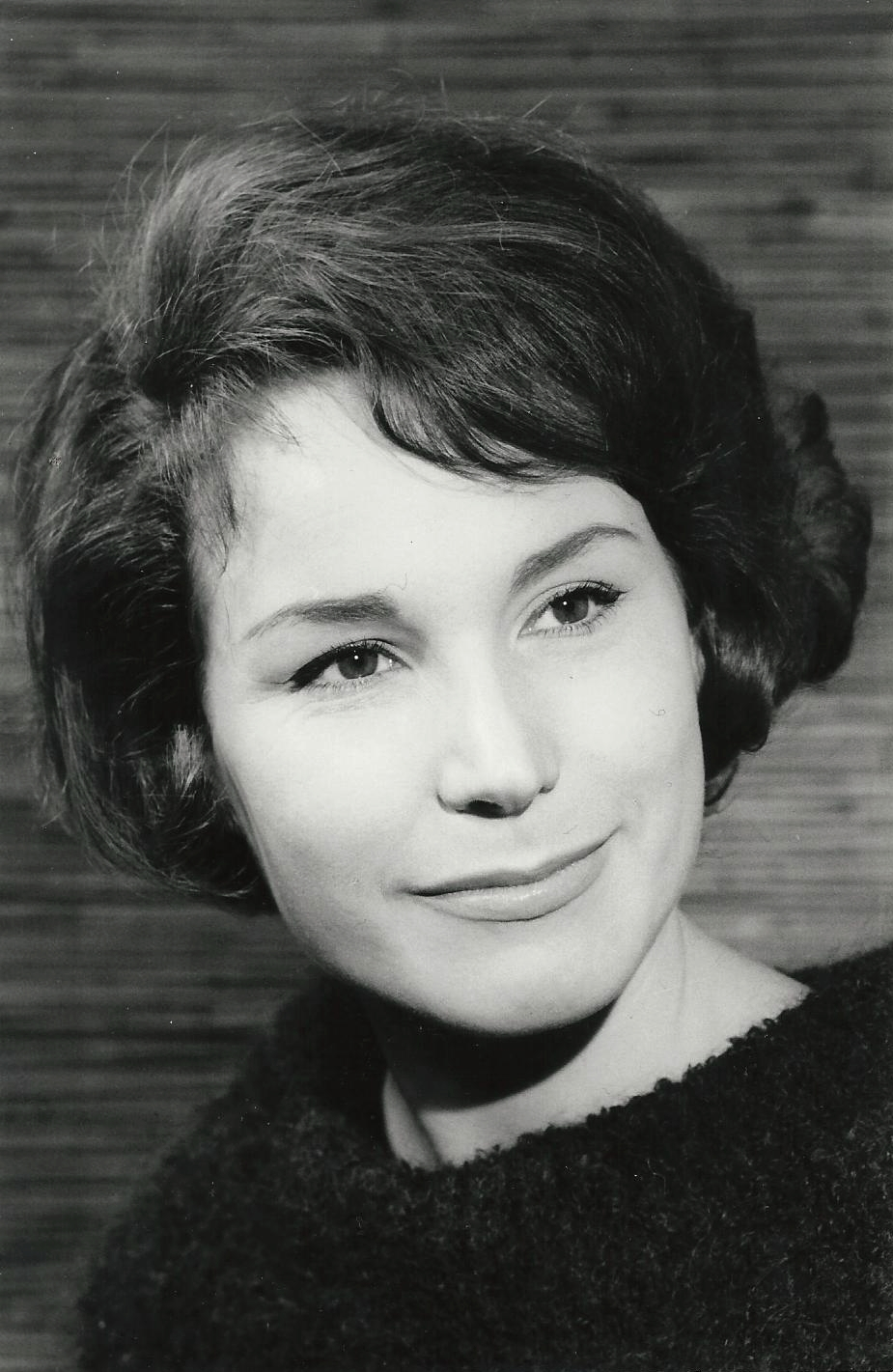
Ursula Herion (1938–1970)

- Heriot, George (1563–1624), schottischer Goldschmied
- Hériot, Pierre Bernard Francois (1768–1833), französischer Unternehmer und Verleger
- Hériot, Virginie (1890–1932), französische Navigatorin und Medaillengewinnerin bei den Olympischen Spielen 1928

### Heris
- Hérisson, Anne-Charles (1831–1893), französischer Jurist und Politiker

### Herit
- Heritage, Jonathan P. (* 1944), US-amerikanischer Physiker und Elektroingenieur
- Heritani, Jasmina (* 1982), deutsche Germanistin und Politikerin (SPD), MdBB
- Héritier, Adrienne (* 1944), Schweizer Politikwissenschaftlerin
- Héritier, Françoise (1933–2017), französische Anthropologin, Autorin und Frauenrechtlerin
- Héritier, Jean-Pierre (* 1953), Schweizer Bogenschütze
- Heritsch, Franz (1882–1945), österreichischer Geologe und Paläontologe
- Heritsch, Haymo (1911–2009), österreichischer Mineraloge
- Héritte-Viardot, Louise (1841–1918), französische Komponistin, Pianistin, Sängerin und Gesangspädagogin

### Heriv
- Herivel, John (1918–2011), britischer Kryptologe
- Herivonjilalaina, Orthasie Marcellin (* 1979), madagassischer römisch-katholischer Geistlicher, Bischof von Ambatondrazaka

### Heriz
- Herizo Rakotoasimbola, Clément (* 1974), madagassischer Ordensgeistlicher, römisch-katholischer Bischof von Maintirano